# 博富臨
博富臨置業有限公司，簡稱博富臨置業，以及博富臨（英語：Pokfulam Development Company Limited，港交所：0225），於1970年由黃炳禮創立，在1972年12月19日於前遠東及金銀證券交易所上市，各交易所合併後繼續在香港交易所主板上市。
該公司主要發展物業為薄扶林美景台，並持有部分座別作長線收租，另曾於灣仔及筲箕灣發展兩座商住樓宇。現時在中國內地和香港經營物業投資、提供管理及代理服務、視聽器材買賣及控股投資。

## 相關連結
- 黃炳禮家族

## 外部連結
- tricor.com.hk/webservice/00225 （页面存档备份，存于）

1. ↑  . 工商晚報. 1972-12-19  [2024-03-17].
2. ↑  . 工商晚報. 1976-11-07  [2024-03-17].